# Гергица (Прахова)
Гергица (рум. Gherghiţa) насеље је у Румунији у округу Прахова у општини Гергица. Oпштина се налази на надморској висини од 79 m.

## Становништво
Према подацима из 2002. године у насељу је живело 4031 становника, од којих су сви румунске националности.

### Хронологија
| Година       | 1992 | 1993 | 1994 | 1995 | 1996 | 1997 | 1998 | 1999 | 2000 | 2001 | 2002 | 2003 | 2004 | 2005 | 2006 | 2007 | 2008 | 2009 | 2010 | 2011 | 2012 | 2013 | 2014 | 2015 | 2016 | 2017 |
| ------------ | ---- | ---- | ---- | ---- | ---- | ---- | ---- | ---- | ---- | ---- | ---- | ---- | ---- | ---- | ---- | ---- | ---- | ---- | ---- | ---- | ---- | ---- | ---- | ---- | ---- | ---- |
| Становништво | 4331 | 4279 | 4245 | 4215 | 4159 | 4096 | 4052 | 4015 | 4021 | 3996 | 3986 | 4004 | 2123 | 2128 | 2093 | 2061 | 2044 | 2021 | 2008 | 2002 | 1992 | 1988 | 1995 | 2000 | 2000 | 1958 |